# Тулуза-13
Тулуза-13 (фр. Toulouse-13, окс. Tolosa-13) — кантон во Франции, находится в регионе Юг — Пиренеи, департамент Верхняя Гаронна. Входит в состав округа Тулуза.
Код INSEE кантона — 3148. Всего в состав кантона Тулуза-13 входит 2 коммуны, из них главной коммуной является Тулуза.

## Население
Население кантона на 2011 год составляло 47 767 человек.
| 1968 | 1975 | 1982 | 1990 | 1999   | 2006   | 2011   |
| ---- | ---- | ---- | ---- | ------ | ------ | ------ |
| —    | —    | —    | —    | 37 809 | 43 717 | 47 767 |

## Коммуны кантона
| Коммуна | Население, чел. (2010) | Код INSEE | Почтовый индекс                          |
| ------- | ---------------------- | --------- | ---------------------------------------- |
| Коломье | 35 186                 | 31149     | 31770                                    |
| Тулуза  | 441 802                | 31555     | 31000, 31100, 31200, 31300, 31400, 31500 |